# Munkhbayar Dorjsuren
Munkhbayar Dorjsuren (mongolisch Доржсүрэнгийн Мөнхбаяр, Dordschsürengiin Mönchbajar; * 9. Juli 1969 in Ulaanbaatar, Mongolei) ist eine deutsch-mongolische Sportschützin. Sie schießt mit Luft-, Sport- und Schnellfeuerpistole. 1998 wurde sie Weltmeisterin mit der Luftpistole.

## Leben
Für die Mongolei nahm Dorjsuren bei den Olympischen Spielen 1992 in Barcelona, 1996 in Atlanta und 2000 in Sydney teil. In Barcelona gewann sie hinter Marina Logwinenko und Li Duihong die Bronzemedaille mit der Sportpistole. Nach den Sommerspielen in Sydney, die für sie mit desaströsen Ergebnissen endeten, kam sie nach Deutschland, da sie keine Zukunftsperspektiven mehr in ihrem Land sah. 2002 wurde sie deutsche Staatsbürgerin, 2005 Soldatin der Bundeswehr.
Sie nahm für die deutsche Mannschaft bei den Olympischen Spielen 2004 in Athen teil. Bei dem Wettbewerb mit der Luftpistole wurde sie Sechste. Bei den Olympischen Spielen 2008 in Peking wurde sie Dritte mit der Sportpistole und gewann somit die erste Medaille für deutsche Pistolenschützinnen in der Olympia-Geschichte.
Dorjsuren hat eine Tochter und lebt in München.
Dorjsuren erhielt im Mai 2008, zum zweiten Mal, das Silberne Lorbeerblatt in Berlin.

## Erfolge für die Mongolei
- 1992 Bronzemedaille bei den Olympischen Spielen 1992 mit der Sportpistole
- 1996 Weltcupsiegerin in Havanna mit der Luft- und Sportpistole
- 1997 Weltcupsiegerin in Mailand mit Sportpistole
- 1998 Weltmeisterin in Barcelona mit der Luftpistol
- 1998 Weltcupsiegerin in Mailand mit der Sportpistole

## Erfolge für Deutschland
- 2002 Weltmeisterin mit der Sportpistole
- 2002 Weltcupsieg in Mailand mit Luftpistole
- 2002 Deutsche Meisterin mit Luftpistole
- 2003 Europameisterin (Mannschaft) mit der Sportpistole
- 2004 Weltcupsieg in Mailand mit der Luftpistole
- 2005 Militär-Weltmeisterin mit der Sportpistole
- 2005 Silbermedaille bei den Militär-Weltmeisterschaften (Mannschaft) mit der Sportpistole
- 2005 Bronzemedaille bei den Militär-Weltmeisterschaften (Mannschaft) mit der Schnellfeuerpistole
- 2007 Silbermedaille bei den Militär-Weltspielen mit der Sportpistole
- 2008 Bronzemedaille bei den Olympischen Spielen in Peking mit der Sportpistole
- 2008 Siegerin beim Weltcupfinale in Bangkok mit der Sportpistole
- 2008 Silbermedaille bei den Militär-Weltmeisterschaften (Mannschaft) mit der Sportpistole
- 2008 Silbermedaille bei den Militär-Weltmeisterschaften (Mannschaft) mit der Schnellfeuerpistole
- 2009 Weltcupsieg in Mailand mit der Sportpistole
- 2009 Militär-Weltmeisterin mit der Sportpistole
- 2009 Militär-Weltmeisterin (Mannschaft) mit der Sportpistole
- 2009 Militär-Weltmeisterin mit der Schnellfeuerpistole
- 2009 Militär-Weltmeisterin (Mannschaft) mit der Schnellfeuerpistole
- 2012 Silbermedaille beim Weltcupfinale mit der Sportpistole

## Auszeichnungen
- „Best shooter 2009“ (Conseil International du Sport Militaire)